# 1375 Alfreda
Az 1375 Alfreda (ideiglenes jelöléssel 1935 UB) a Naprendszer kisbolygóövében található aszteroida. Eugène Joseph Delporte fedezte fel 1935. október 22-én.